# Canottaggio ai Giochi della XXXII Olimpiade - 4 senza femminile
Il 4 senza femminile dei Giochi della XXXII Olimpiade si è svolta tra il 24 e il 28 luglio 2021. Hanno partecipato 13 equipaggi.
La gara è stata vinta dall'equipaggio australiano composto da Lucy Stephan, Rosemary Popa, Jessica Morrison e Annabelle McIntyre.

## Formato
La competizione si è svolta su due turni; i primi due classificati di ogni batteria del primo turno hanno partecipato alla finale A. Gli equipaggi eliminati al primo turno si sono affrontati in una batteria di ripescaggio, la quale ha qualificato altri due equipaggi alla finale A.
Gli equipaggi eliminati nella batteria di ripescaggio hanno partecipato alla Finale B.

## Programma
| Data           | Ora (UTC+9) | Turno      |
| -------------- | ----------- | ---------- |
| 24 luglio 2021 | 11:20       | Batterie   |
| 25 luglio 2021 | 13:00       | Ripescaggi |
| 29 luglio 2021 | 08:30       | Finale B   |
| 29 luglio 2021 | 09:50       | Finale A   |

## Risultati

### Batterie
| Pos. | Atleti                                       | Nazione       | Tempo   | Note |
| ---- | -------------------------------------------- | ------------- | ------- | ---- |
| 1    | Hogerwerf, Florijn, Clevering, Meester       | Paesi Bassi   | 6:33.47 | FA   |
| 2    | Lin, Wang, Qin, Lu                           | Cina          | 6:38.54 | FA   |
| 3    | Martins, Walker, Grauer, Hare                | Canada        | 6:40.07 | R    |
| 4    | McKellar, Taylor, Bennett, Shorten           | Gran Bretagna | 6:41.02 | R    |
| 5    | Wierzbowska, Michalkiewicz, Chabel, Dittmann | Polonia       | 6:48.33 | R    |

| Pos. | Atleti                                | Nazione     | Tempo   | Note |
| ---- | ------------------------------------- | ----------- | ------- | ---- |
| 1    | Stephan, Popa, Morrison, McIntyre     | Australia   | 6:28.76 | FA   |
| 2    | Keogh, Lambe, Murtagh, Hegarty        | Irlanda     | 6:28.99 | FA   |
| 3    | Heghes, Logofatu, Popescu, Anghel     | Romania     | 6:40.02 | R    |
| 4    | Wanamaker, Collins, Chase, Luczak     | Stati Uniti | 6:43.80 | R    |
| 5    | Pedersen, Johansen, Nielsen, Jacobsen | Danimarca   | 6:50.15 | R    |

### Ripescaggio
| Pos. | Atleti                                       | Nazione       | Tempo   | Note |
| ---- | -------------------------------------------- | ------------- | ------- | ---- |
| 1    | McKellar, Taylor, Bennett, Shorten           | Gran Bretagna | 6:46.20 | Q    |
| 2    | Wierzbowska, Michalkiewicz, Chabel, Dittmann | Polonia       | 6:46.20 | Q    |
| 3    | Heghes, Logofatu, Popescu, Anghel            | Romania       | 6:47.38 | FB   |
| 4    | Martins, Walker, Grauer, Hare                | Canada        | 6:51.71 | FB   |
| 5    | Wanamaker, Collins, Chase, Luczak            | Stati Uniti   | 6:53.26 | FB   |
| 6    | Pedersen, Johansen, Nielsen, Jacobsen        | Danimarca     | 7:01.17 | FB   |

### Finali
| Pos. | Atleti                                | Nazione     | Tempo   | Note |
| ---- | ------------------------------------- | ----------- | ------- | ---- |
| 7    | Wanamaker, Collins, Chase, Luczak     | Stati Uniti | 6:33.65 |      |
| 8    | Pedersen, Johansen, Nielsen, Jacobsen | Danimarca   | 6:34.72 |      |
| 9    | Heghes, Logofatu, Popescu, Anghel     | Romania     | 6:35.12 |      |
| 10   | Martins, Walker, Grauer, Hare         | Canada      | 6:35.13 |      |

| Pos.    | Atleti                                       | Nazione       | Tempo   | Note            |
| ------- | -------------------------------------------- | ------------- | ------- | --------------- |
| Oro     | Stephan, Popa, Morrison, McIntyre            | Australia     | 6:15.37 | Record olimpico |
| Argento | Hogerwerf, Florijn, Clevering, Meester       | Paesi Bassi   | 6:15.71 |                 |
| Bronzo  | Keogh, Lambe, Murtagh, Hegarty               | Irlanda       | 6:20.46 |                 |
| 4       | McKellar, Taylor, Bennett, Shorten           | Gran Bretagna | 6:21.52 |                 |
| 5       | Lin, Wang, Qin, Lu                           | Cina          | 6:25.13 |                 |
| 6       | Wierzbowska, Michalkiewicz, Chabel, Dittmann | Polonia       | 6:29.95 |                 |